# نملاوية زنبورية
النملاوية الزنبورية (الاسم العلمي:†Sphecomyrmini) هي قبيلة من الحشرات تتبع فصيلة النمل من رتبة غشائيات الأجنحة.

## الأجناس
- النمل الزنبوري